# Steep (computerspel)
Steep is een computerspel dat is ontwikkeld en uitgegeven door Ubisoft. Het spel kwam uit op 2 december 2016 voor Windows, PlayStation 4, Xbox One, een versie voor Nintendo Switch kwam in 2018. Het spel is gebaseerd op vier extreme wintersporten: snowboarden, paragliding, skiën en wingsuit vliegen. Het kan gespeeld worden in eerste- en derdepersoonsperspectief. Het spel heeft een online multiplayermodus en speelt zich af in de Franse Alpen in de buurt van Annecy en de Mont Blanc. 

## Gameplay
Steep is een open wereld-spel. Hierbij heeft de speler de mogelijkheid om de wereld te ontdekken. Het spel is voornamelijk een multiplayerspel, waarin spelers de wereld delen met anderen. Spelers kunnen ook in elkaar crashen door dat aan te zetten. Spelers kunnen de panoramamodus gebruiken om door de wereld te kunnen teleporteren, dit gaat door middel van dropzones. De dropzones worden gebruikt als punten om heen te kunnen teleporteren. Er zijn verschillende geheime races, uitdagingen en geheime plekken, welke kunnen worden ontdekt door de wereld te verkennen. Spelers hebben ook een verrekijker om nieuwe locaties mee te vinden.
Er zijn vier verschillende speelstijlen. De Ontdekkerstijl geeft spelers de opdracht om nieuwe uitdagingen en locaties te ontdekken. De Freestylerstijl focust zich op het precies uitvoeren van trucs. De Botverzamelaar geeft spelers xp voor het uitvoeren van stunts en het crashen. De laatste is de Freerider, dit is een mix van alle drie de andere stijlen.